# Dương Xuân Sơn
Dương Xuân Sơn là kiểm sát viên người Việt Nam. Ông hiện giữ chức vụ Viện trưởng Viện kiểm sát nhân dân tỉnh Bình Thuận.

## Tiểu sử
Từ ngày 15 tháng 3 năm 2015, Dương Xuân Sơn, Viện trưởng VKSND thành phố Phan Thiết, tỉnh Bình Thuận được bổ nhiệm giữ chức vụ Phó Viện trưởng Viện kiểm sát nhân dân tỉnh Bình Thuận nhiệm kì 5 năm.
Từ ngày 1 tháng 2 năm 2019, Dương Xuân Sơn, Phó Viện trưởng Viện kiểm sát nhân dân tỉnh Bình Thuận, được Viện trưởng Viện kiểm sát nhân dân tối cao Việt Nam Lê Minh Trí bổ nhiệm giữ chức vụ Viện trưởng Viện kiểm sát nhân dân tỉnh Bình Thuận nhiệm kì 5 năm thay ông Lại Văn Loan ra trung ương công tác.